# Consolidated TBY Sea Wolf
Consolidated TBY Sea Wolf – amerykański samolot torpedowo-bombowy z okresu II wojny światowej. Samolot został zaprojektowany w zakładach Vought pod oznaczeniem XTBU-1 jako następca Douglasa TBD, ale po przyjęciu do służby jego produkcja została przejęta przez zakłady Consolidated Aircraft, gdzie był produkowany jako TBY Sea Wolf. Sea Wolf był bardzo dobrym samolotem, którego osiągi przewyższały przyjętego w tym czasie do służby Grummana TBF, ale z powodu opóźnień związanych z jego wejściem do produkcji wybudowano tylko 180 samolotów tego typu i nie był on używany bojowo.

## Historia
Samolot został zaprojektowany w 1940 w odpowiedzi na konkurs United States Navy (USN) na następcę przestarzałego już w 1939 Douglasa TBD. Konkurs został wygrany przez samolot Grumman TBF Avenger i 8 kwietnia USN zamówiła dwa prototypy tego samolotu, ale dwa tygodnie później, 22 kwietnia, Vought otrzymał kontrakt na budowę jednego prototypu (numer seryjny USN – BuA 2545) o oznaczeniu XTBU-1 (X – experimental, doświadczalny/prototypowy, TB – torpedo-bomber, torpedowo bombowy, U – oznaczenie zakładów Vought).
Pierwszy lot samolotu odbył się 22 grudnia 1941, napędzany był silnikiem Pratt & Whitney XR-2800-2 zastąpionym później R-2800-2. Maszyna została dostarczona w marcu 1942 do Naval Support Facility Anacostia, gdzie została oblatana i poddana próbom użytkowym. Samolot został oceniony bardzo wysoko, był szybszy od Avengera, miał mniejszy przekrój kadłuba, jego powierzchnia skrzydeł była mniejsze o około 10%, zastosowano w nim także interesujące rozwiązanie ułatwiające lądowanie – jedna dźwignia opuszczała podwozie, klapy oraz ustawiała odpowiednią mieszankę i skok śmigła przed lądowaniem.
Po oblataniu maszyny, we wrześniu 1942 USN zamówiła 1100 samolotów tego typu. W tym czasie fabryka Voughta była zajęta produkcją myśliwców F4U Corsair i zdecydowano o przekazaniu konstrukcji tego samolot zakładom Consolidated-Vultee, gdzie miały być produkowane pod oznaczeniem TBY-2. Wersja produkcyjna różniła się zewnętrznie od prototypu dużą anteną radarową pod prawym skrzydłem, wzmocniono także uzbrojenie samolotu – został on uzbrojony w trzy nieruchome, strzelające do przodu karabiny maszynowe 12,7 mm zamiast tylko jednego.
Samoloty miały być produkowany w nowej fabryce w Allentown w Pensylwanii, wyposażanie fabryki rozpoczęto w grudniu 1942, operacja została zakończona w sierpniu 1943 i kosztowała ponad jedenaście milionów dolarów (około 118 milionów dolarów według współczesnych cen używając deflatora jako wskaźnika ekonomicznego). Pierwszy samolot (numer seryjny BuA 30299) opuścił fabrykę 20 sierpnia 1944, a pierwszy samolot został przekazany USN 7 listopada.
Opóźnienia związane z produkcją samolotu spowodowały anulowanie kontraktu na jego budowę po ukończeniu zaledwie 180 maszyn, ostatni samolot został wyprodukowany we wrześniu 1945. Sea Wolf miał co prawda lepsze osiągi od Avengera, ale ten ostatni był już produkowany seryjnie w dużej liczbie i zadowalał wymagania USN na samolot torpedowo-bombowy.
Pierwsze TBY weszły do służby w dywizjonie torpedowym VT-97 w kwietniu 1945, a następnie samolot był wprowadzany do innych jednostek, ale z powodu różnych problemów operacyjnych samolot zostały wycofane ze służby i zastąpione Avengerami. Żaden z wybudowanych TBY nie został użyty bojowo, po zakończeniu wojny TBY używane były w rolach pomocniczych i szkoleniowych, ostatnie maszyny zostały wycofane ze służby i złomowane w 1947.

## Konstrukcja
Consolidated TBY Sea Wolf był jednosilnikowym, trzymiejscowym średniopłatem o konstrukcji metalowej. Napęd samolotu stanowił chłodzony powietrzem silnik gwiazdowy typu Pratt & Whitney R-2800-22 o mocy 2100 KM. Uzbrojenie strzeleckie stanowił pojedynczy karabin maszynowy 12,7 mm w górnej, grzbietowej wieżyczce, pojedynczy karabin maszynowy 7,62 w dolnym stanowisku strzeleckim i trzy nieruchome karabiny maszynowe 12,7 mm strzelające do przodu.
Samolot mógł być uzbrojony w osiem 5-calowych rakiet przenoszonych pod skrzydłami (po cztery pod każdym skrzydłem), podobnie jak Avenger wyposażony był w wewnętrzną komorę bombową, w której mógł przenosić pojedynczą torpedę lub zapas bomb.